# Ashes of the Singularity
Ashes of the Singularity — компьютерная игра в жанре стратегии в реальном времени, разработанная компаниями Oxide Games и Stardock Entertainment. Игра была выпущена для Windows 31 марта 2016 года. В игре представлены масштабные сражения с участием тысяч юнитов на огромных полях сражений, поэтому для неё требуется достаточно мощный компьютер. В ноябре 2016 года было выпущено самостоятельное дополнение к игре под названием Ashes of the Singularity: Escalation, хотя позже оно было объединено с основной игрой.

## Игровой процесс
Ashes of the Singularity — стратегия в реальном времени, в которой представлены две основные фракции: Постчеловеческая коалиция (англ. Post-Human Coalition) и Субстрат (англ. Substrate). Её главное отличие — способность обрабатывать тысячи отдельных юнитов, одновременно участвующих в бою, что намного больше, чем в большинстве других игр такого рода, на больших картах и без абстракции. Это достигается с помощью движка под названием Nitrous Engine, разработанного для полного использования современных 64-битных многоядерных процессоров, что отражено в довольно высоких, на момент выхода игры, системных требованиях (включая четырёхъядерный процессор). Для того, чтобы позволить игрокам эффективно управлять таким большим количеством юнитов, группы отдельных юнитов могут быть объединены в «мета-юниты», которые действуют сплоченно, и на основе которых могут быть разработаны сложные стратегии.

## Разработка
Ashes of the Singularity работает на собственном движке компании Oxide Games под названием Nitrous Engine. Версия игры, находившаяся в стадии разработки, была выпущена в продажу через ранний доступ Steam 22 октября 2015 года. Полная версия игры для Windows была выпущена
31 марта 2016 года.
Из-за ранней поддержки DirectX 12 в игре и широкого использования параллельных вычислений, она обычно используется в качестве проверки на производительность. Споры разгорелись после того, как выяснилось, что в ранних бета-версиях игры графические процессоры Nvidia работают хуже своих собратьев из AMD; это было связано с использованием в игре функций асинхронных вычислений и затенения, которые реализованы аппаратно на графических процессорах AMD Graphics Core Next, но должны были выполняться программно на графических процессорах Nvidia.
10 ноября 2016 года вышла Ashes of the Singularity: Escalation. Это отдельное самостоятельное дополнение, которое добавляет к базовой игре больше юнитов, карт и структур, а также несколько изменений интерфейса. Общее количество игроков также было увеличено с 8 до 16. Позднее, 16 февраля 2017 года, дополнение было объединено с базовой игрой, после того как стало очевидно, что отдельные игры разделили сообщество игроков.
Stardock уже некоторое время работает над клиентом для Linux. Пока нет обещанной даты выпуска, но были предположения, что он будет доступен в 2019 году.

## Отзывы
| Сводный рейтинг    | Сводный рейтинг            |
| Агрегатор          | Оценка                     |
| ------------------ | -------------------------- |
| GameRankings       | 69,54 %                    |
| Metacritic         | 69/100 (Escalation) 81/100 |
| Иноязычные издания |                            |
| Издание            | Оценка                     |
| Game Informer      | 6.75/10                    |
| GameSpot           | 4/10                       |
| IGN                | 7.7/10 (Escalation) 8.1/10 |
| PCGamesN           | 9/10                       |
| PC Gamer (US)      | 75/100                     |

Ashes of the Singularity получила «среднюю» оценку от критиков, согласно совокупному обзору сайта Metacritic.
Издание IGN дало игре хорошую оценку в 7,7 баллов и написало: «Это зона боевых действий, где проницательный генерал, умеющий грамотно оценить общую картину, одержит победу над быстро соображающим асом, молниеносно нажимающим на горячие клавиши».
PC Gamer дал игре оценку в 75/100. GameSpot дал ей смешанную оценку.
Летом 2018 года, благодаря уязвимости в защите Steam Web API, стало известно, что точное количество пользователей сервиса Steam, которые играли в игру хотя бы один раз, составляет 163 931 человек.